# Ulrich Goerdten
Ulrich Goerdten (* 14. Januar 1935 in Teuchern) ist ein deutscher Schriftsteller, Kleinverleger und Bibliothekar.

## Leben
Goerdten ist der Sohn eines evangelischen Pfarrers, er verlebte seine Jugend in Teuchern und besuchte Schulen in Naumburg und Schulpforte. Nach dem Abitur verließ er die DDR und ging in die Bundesrepublik, wo er zunächst im Berg- und Straßenbau arbeitete. Von 1956 bis 1961 studierte er Germanistik, Philosophie, Latein und Griechisch an der Universität Münster und der Freien Universität Berlin. 1971 legte er die Magisterprüfung in Germanistik und Latein ab. Ab 1971 arbeitete er in der Universitätsbibliothek der Freien Universität Berlin, zunächst in Aushilfsjobs, dann, nach Referendarzeit und Staatsprüfung, als Fachreferent für Germanistik und andere Fächer, mit Lehrauftrag für germanistische Fachbibliographie am Fachbereich Germanistik der Freien Universität von 1979 bis 1999.
Schon früher hatte er zu publizieren begonnen und setzte dies während seiner bibliothekarischen Tätigkeit fort. Von 1983 bis 1985 war er Vorsitzender der Neuen Gesellschaft für Literatur in Berlin. 1991 gründete er in Bargfeld bei Celle den Kleinverlag „Luttertaler Händedruck“, in dem insbesondere literarhistorische Texteditionen erschienen. In dem kleinen Heidedorf Bargfeld hatte einst auch der Schriftsteller Arno Schmidt, mit dem sich Goerdten häufiger thematisch beschäftigte, gelebt.
1998 schied Goerdten aus dem aktiven Bibliotheksdienst aus. Er betreute bis gegen Ende des Jahres 2012 weiterhin die Germanistische Linksammlung der Universitätsbibliothek der Freien Universität. Von Juni 2013 bis April 2015 war er Vorsitzender des Vorstands der Pirckheimer-Gesellschaft. Als Lyriker produziert er Wortspielgedichte (Leipogramme, Anagramm- und Lautgedichte), in denen Anregungen aus Oulipo, Wiener Gruppe und Dada verarbeitet werden.
Goerdten ist in dritter Ehe verheiratet und hat fünf Kinder.

## Schriften (Auswahl)
- Loosung und Leertext. Gedichte und Prosa. Stollenwerk, Berlin 1969.
- Julius Stinde. Bücher, Bilder, unveröffentlichte Manuskripte (= Ausstellungsführer der Universitätsbibliothek der Freien Universität Berlin. Band 1, ZDB-ID 574641-3). Universitätsbibliothek der Freien Universität, Berlin 1979.
- mit Wolfgang Nieblich: Bildschlüssel. Edition Hauser, Berlin 1983.
- Das Rollogramm. Edition Hauser, Berlin 1986.
- Anagramme auf Suse. Luttertaler Händedruck, Bargfeld 1988.
- Abschiedsgabe. Mir, meinen Freundinnen und Freunden sowie allen Verständigen, Wohlgesonnenen und Gönnern (Luttertaler illustrierter Sonderdruck. Band 7). Luttertaler Händedruck, Bargfeld 1998, ISBN 3-928779-18-4.
- Bibliographie Julius Stinde (Bibliographien zur deutschen Literaturgeschichte. Band 10). Aisthesis Verlag, Bielefeld 2001, ISBN 3-89528-330-4.[8]
- Handreichungen zur Lebenshilfe den Umgang mit Büchern betreffend (Luttertaler illustrierter Sonderdruck. Band 9). Luttertaler Händedruck, Bargfeld 2002, ISBN 3-928779-22-2.
- Arno Schmidts „Ländliche Erzählungen“. Sechs Interpretationen (Schriftenreihe der Gesellschaft der Arno-Schmidt-Leser e. V. Band 9). Bangert & Metzler, Wiesenbach 2011, ISBN 978-3-924147-63-1.
- Bibliographie Gotthilf Weisstein (Bibliographien zur deutschen Literaturgeschichte. Band 19). Aisthesis Verlag, Bielefeld 2012, ISBN 978-3-89528-940-8.[9]
- Die Pirckheimer. Ingolstadt 2013.
- Lürische Ybungen. Lautgedichte und Leipogramme. Schwarzdruck, Gransee 2016, ISBN 978-3-935194-82-2.
- Bibliographie Johannes Trojan. (Bibliothemata. Band 30) Verlag Traugott Bautz, Nordhausen 2019, ISBN 978-3-95948-435-0.[10]
- Lürische Ybungen 2. Lautgedichte und Leipogramme. Schwarzdruck, Gransee 2019. ISBN 978-3-935194-99-0[11]
- Teuchern 1940–1950. Erinnerungen. Engelsdorfer Verlag, Leipzig 2025. ISBN 978-3-96940-947-3
- Bargfeld. Texte. Bücherhaus Bargfeld, Eldingen-Bargfeld 2025. 88 S. ISBN 978-3-930713-95-0

### Herausgeberschaft
- Theaterwissenschaftliche Bibliothek Hans Knudsen. Katalog (Veröffentlichungen der Universitätsbibliothek der Freien Universität Berlin. Band 1, ZDB-ID 47403-4). Universitätsbibliothek der Freien Universität, Berlin 1981.
- Familienbriefe aus Ostholstein. Aus dem Nachlaß von Julius Stinde bei der Staatsbibliothek PrKB in Berlin (Edition im Luttertaler Händedruck. Band 1). Luttertaler Händedruck, Bargfeld 1991, ISBN 3-928779-01-X.
- Julius Stinde. 1841–1905. Jubiläumsschrift zum 150. Geburtstag. Autobiographisches, Nachrufe, Bibliographie. Volkshochschule Lensahn, Lensahn in Holstein 1991, ISBN 3-928767-00-3.
- Julius Stinde: Nachrichten aus Theophil Ballheims Dicht-Lehr-Anstalt für Erwachsene (Edition im Luttertaler Händedruck. Band 2). Zum 150. Geburtstag von Julius Stinde. Luttertaler Händedruck, Bargfeld 1991, ISBN 3-928779-00-1.
- Das Universalkochbuch des 18. Jahrhunderts. Aus dem „Zedler“ gezogen, zu neuer Ordnung versammelt und zum andern Mahle an Tag gebracht (Trophologika Zedleriana. Band 1). Luttertaler Händedruck, Bargfeld 1992, ISBN 3-928779-02-8. (online)
- „Wir aber sind objektiv“. Rudolph Genées Schrift „Das Goethe-Geheimnis. Eine sensationelle Enthüllung von P. P. Hamlet“ (Berlin: A. Hofmann & Co. 1897) (Edition im Luttertaler Händedruck. Band 3). Luttertaler Händedruck, Bargfeld 1992, ISBN 3-928779-03-6.
- Immer glatt und aufrichtig, das ist meine Geschäftsmaxime. Julius Stindes Briefe an Verleger, Herausgeber und Redakteure (Edition im Luttertaler Händedruck. Band 5). Luttertaler Händedruck, Bargfeld 1993, ISBN 3-928779-08-7.
- Speiss & Tranck. Trophologisches aus dem „Zedler“ gezogen, zu neuer Ordnung versammelt und zum andern Mahle an Tag gebracht (Trophologika Zedleriana. Band 2). Luttertaler Händedruck, Bargfeld 1993, ISBN 3-928779-05-2. (online)
- Julius Stinde: Das Torfmoor. Naturalistisches Familiendrama in 1 Aufzug (= Reprint im Luttertaler Händedruck. Band 1). Centenar-Reprint der in Berlin bei Freund & Jeckel im Jahre 1893 erschienenen ersten und einzigen Auflage. Luttertaler Händedruck, Bargfeld 1993, ISBN 3-928779-10-9.
- Emil Jacobsen:  Der Reaktionär in der Westentasche oder Rhythmischer Gang der qualitativen chemischen Analyse (Utile cum dulci. H. 1, Reprint im Luttertaler Händedruck. Band 2). Reprint der 7. Auflage, Breslau, Maruschke & Berendt, 1862. Luttertaler Händedruck, Bargfeld 1993, ISBN 3-928779-11-7.
- Unbekannte Buchholziaden aus Zeitungen und Zeitschriften vom Ende des 19. Jahrhunderts. Eigenverlag des Herausgebers, Berlin 1994.
- Ottilie Voß: Die Taube in der Laube. Gedichte. Luttertaler Händedruck, Bargfeld 2001, ISBN 3-928779-21-4.
- Gotthilf Weisstein: Berichte aus der Bücherwelt (Edition im Luttertaler Händedruck. Band 11). (Für die Mitglieder des Berliner Bibliophilen Abends aus Anlaß von Weissteins 100. Todestag am 21. Mai 2007). Luttertaler Händedruck, Bargfeld 2007, ISBN 978-3-928779-24-1.
- Gotthilf Weisstein: Heitere Episoden aus der Geschichte des Theaterzettels. Nach älteren Quellen und eigenen Sammlungen (Reprint im Luttertaler Händedruck. Band 3). Aus der 1898–1899 erschienenen Zeitschrift „Striese“. Luttertaler Händedruck, Bargfeld 2007, ISBN 978-3-928779-23-4.
- Gotthilf Weisstein: Alt-Berlin in Gotthilf Weissteins Feuilletons (Berlinische Denkwürdigkeiten. Band 2). Luttertaler Händedruck, Bargfeld 2007, ISBN 978-3-928779-25-8.
- Emil Jacobsen: Zur Geschichte meines Tegeler Besitzthumes (Edition im Luttertaler Händedruck. Band 12). Manuskript im Nachlass Heinrich Seidels im Deutschen Literaturarchiv Marbach. Herausgegeben, mit einem Nachwort und einer Bibliografie versehen. Luttertaler Händedruck, Bargfeld 2011, ISBN 978-3-928779-09-8.
- J. Steinmann (d. i.: Julius Stinde): In eiserner Faust. Ein Polizeiroman aus der neuesten Zeit (Edition im Luttertaler Händedruck. Band 13). Neu herausgegeben und mit einem Nachwort versehen von Ulrich Goerdten. Luttertaler Händedruck, Bargfeld 2011, ISBN 978-3-928779-30-2 (Nachdruck der Ausgabe: Verlags-Bureau August Prinz, Altona 1872).
- Johannes Trojan: Berliner Bilder. Hundertdreiunddreißig unbekannte Momentaufnahmen. Gesammelt und herausgegeben von Ulrich Goerdten. Luttertaler Händedruck, Bargfeld 2013 (Berlinische Denkwürdigkeiten 3) ISBN 978-3-928779-32-6
- Bücher, die die Welt noch braucht. Anzeigen und Rezensionen des Kladderadatsch von 1872 bis 1907, zusammengetragen, herausgegeben und mit einem Nachwort versehen von Ulrich Goerdten. Edition Schwarzdruck, Gransee 2018, ISBN 978-3-935194-95-2.[12]
- Johannes Trojan: Von Warnemünde bis Prerow. Aus der Frühzeit des Ostseetourismus. Herausgegeben von Ulrich Goerdten. Verlag Atelier im Bauernhaus, Fischerhude 2023. ISBN 978-3-96045-378-9
- Julius Stinde: Spiritismus, Aberglaube, Magie, Geheimwissenschaften. 24 unbekannte Aufsätze aus Zeitschriften und Zeitungen von 1874 bis 1902. Gesammelt und herausgegeben von Ulrich Goerdten. Refubium, Universitätsbibliothek der Freien Universität Berlin 2025. (Elektronische Publikation)